# Georges Piot

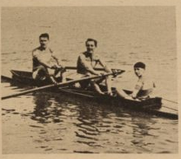
Piot im Zweier mit Steuermann (1923)

Georges Piot (* 14. September 1896 in Paris; † 5. April 1980 in Creteil) war ein französischer Ruderer, der eine olympische Silbermedaille gewann.

## Sportliche Karriere
Georges Piot ruderte für die Societé Nautique de la Marne in Joinville-le-Pont.
Bei den Olympischen Spielen in Paris ruderte Piot zusammen mit Maurice Bouton im Zweier ohne Steuermann. Die Franzosen hatten im Vorlauf die Briten bezwungen, zum Finale traten nur die Franzosen sowie die Niederländer Teun Beijnen und Willy Rösingh an. Die Niederländer siegten mit etwa zwei Sekunden Vorsprung.
Vier Jahre später nahm Georges Piot auch an den Olympischen Spielen in Amsterdam teil. Im Vierer mit Steuermann in der Besetzung Jean Ruffier des Aimés, Henri Gatineau, Léon le Cornu, Georges Piot und Steuermann André Decours unterlag die Crew im Vorlauf dem Schweizer Boot, gewann aber anschließend ihren Hoffnungslauf. In der zweiten Runde schieden die Franzosen gegen das polnische Boot aus. Piot war auch als Ersatzruderer für zwei weitere Bootsklassen nominiert, kam dort aber nicht zum Einsatz.